# Kidinnu (cràter)

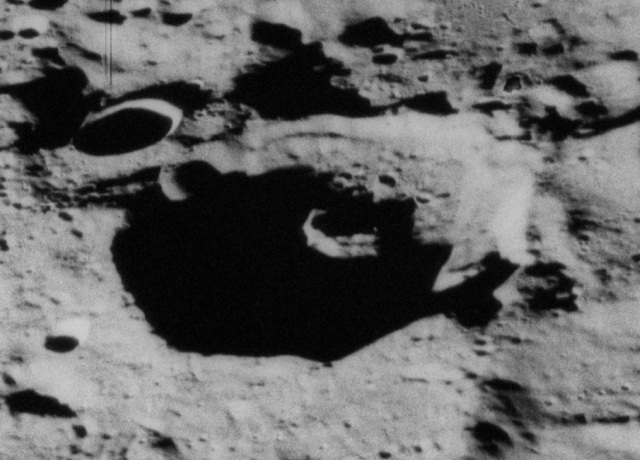
Fotografia de la missió Apol·lo 16

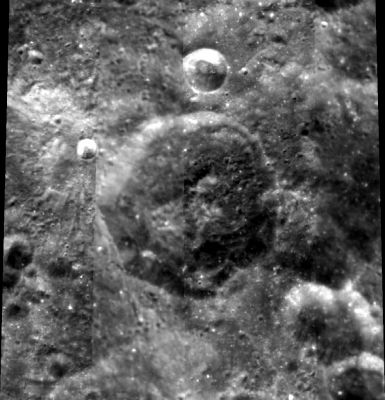
Fotografia de la missió Clementine (1994)

Kidinnu és un cràter d'impacte pertanyent a la cara oculta de la Lluna. Es troba al sud del cràter H. G. Wells i al sud-est de Cantor.

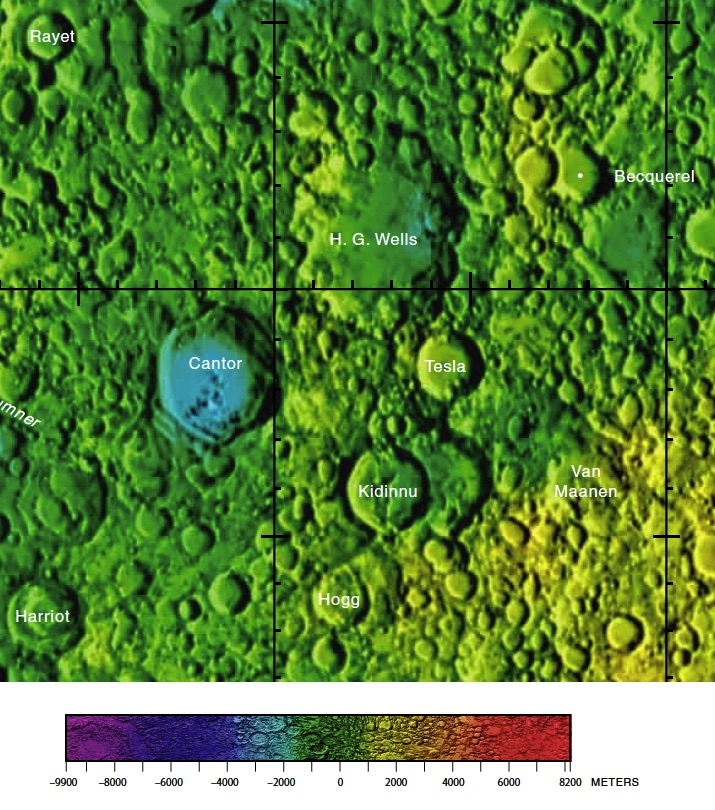
Localització de Kidinnu

Es tractar d'un cràter poc format, d'aspecte irregular i amb una vora exterior similar a un polígon arrodonit. La paret interior varia en amplària, amb el tram més estret en el nord-est engruixat cap a fora. No apareixen cràters en la vora o dins de l'interior, el sòl del qual és desigual, amb una cresta central que corre fins al bord sud.

## Cràters satèl·lit
Per convenció aquests elements són identificats en els mapes lunars posant la lletra en el costat del punt central del cràter que està més proper a Kidinnu.
|         | \| Kidinnu \| Coordenades \| Diàmetre \| \| ------- \| -------------------------------------- \| -------- \| \| E \| 36° 18′ N, 124° 30′ E / 36.3°N,124.5°E \| 60 km \| |          |
| Kidinnu | Coordenades | Diàmetre |
| E       | 36° 18′ N, 124° 30′ E / 36.3°N,124.5°E | 60 km    |